# ベトナムの風に吹かれて
『ベトナムの風に吹かれて』（ベトナムのかぜにふかれて）は、大森一樹監督、松坂慶子主演で2015年10月17日に日本で公開された、初の日本・ベトナム合作映画。
ベトナムで働く日本語教師である小松みゆきのエッセイを原作とし、実話にフィクションを盛り込んでストーリーが構成されている。

## あらすじ
ベトナムで日本語教師として働く佐生みさおは、父の死後、新潟の実家に一人残され、認知症が始まっている82歳の母シズエを引き取ることになり、ハノイへ連れて来る。慣れない土地でシズエは、徘徊騒動を引き起こしたりするが、周囲のベトナム人たちに助けられ、みさおは母を連れてきてよかったと思うようになる。ところが、シズエの負傷を契機に、みさおは厳しい介護生活に追い込まれる。...

## キャスト
- 松坂慶子 - 佐生みさお
- 草村礼子 - 佐生シズエ
- 藤江れいな - 坂口真希
- 山口森広 - ド・エン/遠藤
- 貴山侑哉 - 桜木光敏
- 齊藤洋介 - 菊池啓太
- 吉川晃司 - 吉川晃司（本人役）
- 松金よね子 - 佐生幸子
- 柄本明 - 佐生雄一郎
- 奥田瑛二 - 小泉民生
- チャン・ニュオン
- グエン・ラン・フーン
- チャン・ハイン
- ビン・スエン
- バン・バウ
- ジエム・ロック